# جيوفاني خوان إغنازيو مولينا
جيوفاني خوان إغنازيو مولينا (بالإسبانية: Juan Ignacio Molina)‏ (و. 1740 – 1829 م) هو عالم حشرات، وعالم نبات، وجغرافي، ومؤرخ، وعالم طيور، وعالم حيواني، وقسيس من الإمبراطورية الإسبانية، وتشيلي، توفي في بولونيا، عن عمر يناهز 89 عاماً.